# Mus harennensis
Mus harennensis — вид гризунів роду миша, ендемік Ефіопії.